# Fabien Grimaud
Pas d'image ? Cliquez ici

a Compétitions nationales et continentales officielles uniquement.

Dernière mise à jour le 22 novembre 2024.
Fabien Grimaud, né le 7 avril 1986, est un joueur français de rugby à XV évoluant au poste d'ailier.

## Biographie
Il a fait partie du Pôle France de la CNR à Marcoussis de 2004 à 2005, dans la promotion Jean-Pierre Rives aux côtés de Maxime Médard et de François Trinh-Duc.

## Palmarès
- Champion de France de Pro D2 en 2007 avec le FC Auch

## Statistiques en équipe nationale
- Équipe de France universitaire (2005-2006) : une sélection contre l'Angleterre en 2006[réf. nécessaire]
- Équipe de France -19 ans (2004-2005) : trois sélections en 2005 (Écosse, Angleterre et Pays de Galles)[réf. nécessaire]
- Équipe de France -18 ans (2003-2004) : trois sélections et deux essais en 2004 lors du tournoi des six nations (Grand chelem) et vice-champion du monde en 2004 en Afrique du Sud[réf. nécessaire]
- Équipe de France -17 ans (2002-2003)[réf. nécessaire]